# Sakai Goson
Goson Sakai (sinh ngày 20 tháng 3 năm 1996) là một cầu thủ bóng đá người Nhật Bản.

## Sự nghiệp câu lạc bộ
Goson Sakai đã từng chơi cho Albirex Niigata và Fukushima United FC.